# NASA World Wind

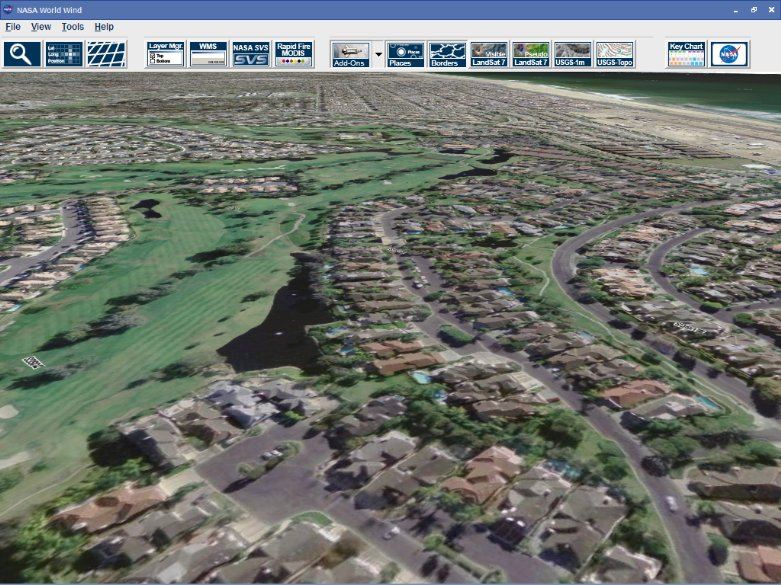
USGS Urban Ortho-Imageryでのカリフォルニア州ハンチントン・ビーチの様子。画像は古いバージョンのもの(1.2)

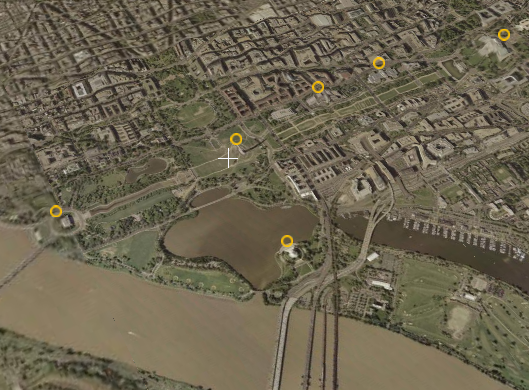
ワシントンD.C.。ウィキペディアにある座標情報が黄色い丸で示されている。

NASA World Wind（ナサ・ワールド・ウインド）はアメリカ航空宇宙局（NASA）が配布する地球儀ビューアー・多機能な惑星観察ソフトである。

## 概要
2004年に公開が開始されたNASAが制作したオープンソースソフトウェア。地球、木星、火星、金星の表面の詳細な地形を見ることができる。特に火星は大気も薄く、地殻惑星であるためいろいろな地形が見ることができる。
類似したソフトにGoogle Earthがあるが、Google Earthに比べて動作が重い、低高度での解像度が低いといった弱点がある。しかし、中高度以上ではGoogle Earthよりも画像が美しい、見ることができる惑星の数が多いといった特徴がある。また、他の類似アプリケーションに見られない特徴としてアナグリフ(赤青メガネを利用した立体視)のリアルタイム生成機能があり、世界中の任意の地点の立体画像を(マウスで動かしながら)見ることができる
アメリカではWorld Wind Forumというファンサイトもあり、Google Earthと人気を二分しているが、日本ではあまり知られていない。http://forum.worldwindcentral.com/index.php
英語版をはじめオランダ語、スペイン語など各国語版がリリースされているが、いまのところ日本語版はない。
このソフトを利用するにはコンピュータに.NET FrameworkとDirectXがインストールされている必要がある。他に高機能のグラフィックカードも必要。詳細は http://worldwind.arc.nasa.gov/download.html の「System Requirements」を参照。

## その他
取得した画像はパブリック・ドメインとして利用可能である。
取得した画像の例
- ゴールデン・ゲート・ブリッジ
- アルカトラズ島
- スタンフォード・スタジアム